# North Madison
North Madison és una concentració de població designada pel cens dels Estats Units a l'estat d'Ohio. Segons el cens del 2000 tenia 8.451 habitants.

## Demografia
Segons el cens del 2000, North Madison tenia 8.451 habitants, 3.077 habitatges, i 2.316 famílies. La densitat de població era de 813,7 habitants per km².
Dels 3.077 habitatges en un 39,1% hi vivien nens de menys de 18 anys, en un 60,1% hi vivien parelles casades, en un 10,5% dones solteres, i en un 24,7% no eren unitats familiars. En el 19,7% dels habitatges hi vivien persones soles el 7,9% de les quals corresponia a persones de 65 anys o més que vivien soles. El nombre mitjà de persones vivint en cada habitatge era de 2,74 i el nombre mitjà de persones que vivien en cada família era de 3,15.
Per edats la població es repartia de la següent manera: un 29,3% tenia menys de 18 anys, un 7,1% entre 18 i 24, un 33% entre 25 i 44, un 21,2% de 45 a 60 i un 9,4% 65 anys o més.
L'edat mediana era de 34 anys. Per cada 100 dones de 18 o més anys hi havia 94,3 homes.
La renda mediana per habitatge era de 44.535 $ i la renda mediana per família de 48.709 $. Els homes tenien una renda mediana de 40.207 $ mentre que les dones 23.689 $. La renda per capita de la població era de 18.473 $. Aproximadament el 4,8% de les famílies i el 5,9% de la població estaven per davall del llindar de pobresa.

## Poblacions més properes
El següent diagrama mostra les poblacions més properes.